# Vinho Verde

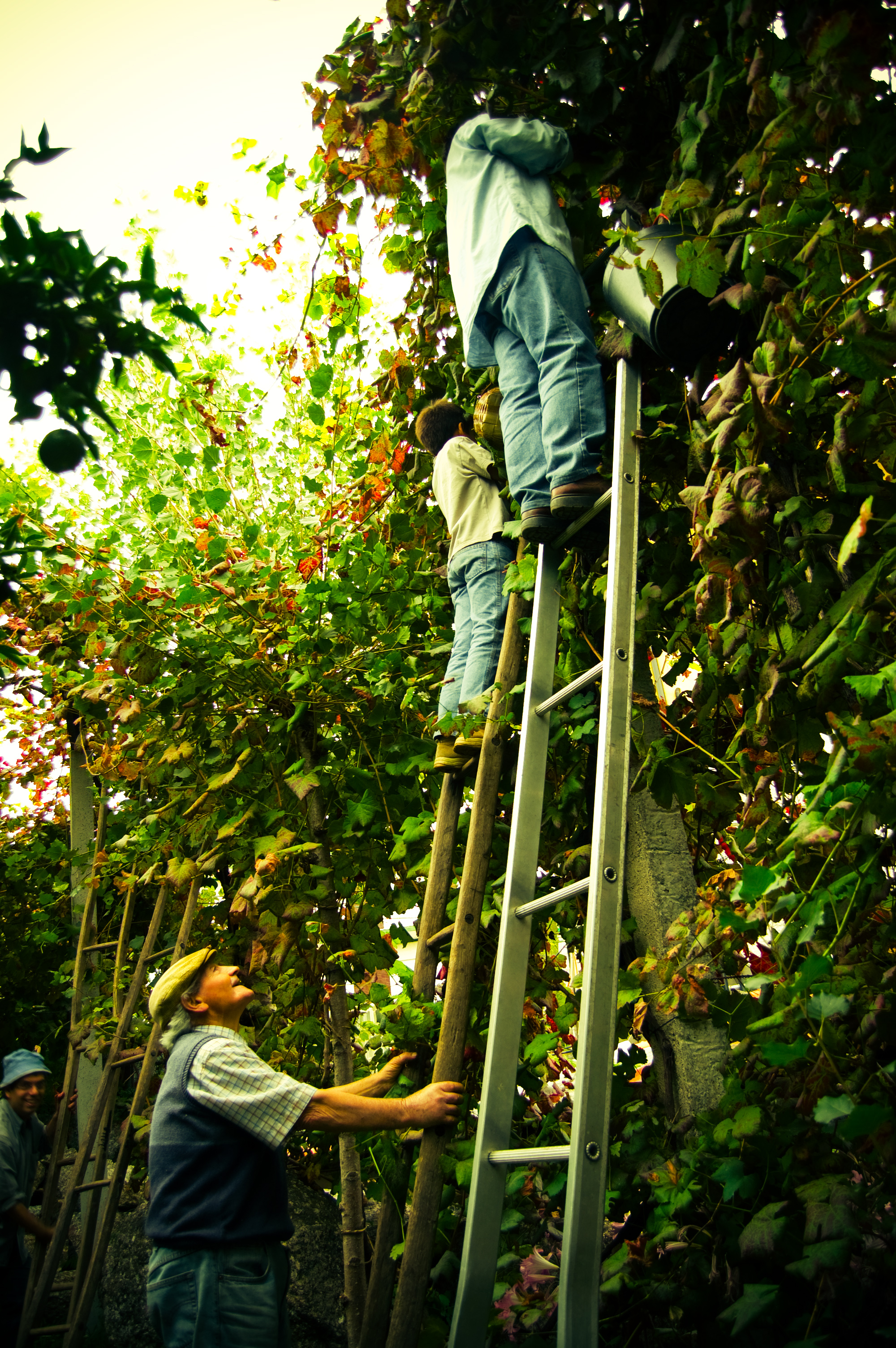
Pěstování Vinho Verde v Minho

Vinho Verde je druhem vína (nikoli odrůdou) vyráběným v Portugalsku, na jeho severu v provincii Minho, která se od zbytku Portugalska liší vysokým úhrnem srážek. Výroba Vinho Verde je typická časnou sklizní. V portugalštině Vinho Verde znamená „zelené víno“, ale pojem by šel přeložit i jako „mladé víno“. Typickým pro tento druh vína je nízký obsah alkoholu, svěžest a mírné perlení. Základem Vino Verde mohou být bílé, červené i růžové odrůdy, převažují však bílé. Víno se uvolňuje tři až šest měsíců po sklizni hroznů, obvykle se konzumuje brzy po lahvování, málokdy se archivuje.
V minulosti mírná šumivost pocházela z jablečno-mléčné fermentace probíhající v láhvi. Ve vinařství je to obvykle považováno za chybu, ale výrobci Vinho Verde zjistili, že spotřebitelé mají mírně šumivou povahu vína rádi. Vína však musela být balena do neprůhledných lahví, aby se skryl nehezký zákal a sediment v lahvi. Dnes již většina výrobců Vinho Verde tuto praxi nedodržuje, mírná perlivost se vyrábí umělou karbonizací.
Region Minho se vyznačuje množstvím drobných pěstitelů, kterých v roce 2014 bylo kolem 19 000. Proslulé je jejich pěstování révy vysoko nad zemí, aby mohli pod révou ještě pěstovat zeleninu jako zdroj potravy pro své rodiny. O víně z této oblasti se zmiňují již starověcí autoři jako Seneca nebo Plinius starší.